# Linkin Park and Friends: Celebrate Life in Honor of Chester Bennington
Linkin Park and Friends: Celebrate Life in Honor of Chester Bennington (tạm dịch: Linkin Park và những người bạn: Trân trọng cuộc sống để tưởng nhớ Chester Bennington) là một buổi hòa nhạc tri ân của ban nhạc rock người Mỹ Linkin Park. Buổi hòa nhạc được tổ chức để tưởng nhớ trưởng nhóm của họ, Chester Bennington, người đã mất do tự tử vào ngày 20 tháng 7 năm 2017. Buổi hòa nhạc diễn ra vào ngày 27 tháng 10 năm 2017, tại Hollywood Bowl. Đây là buổi biểu diễn đầu tiên của Linkin Park sau cái chết của Bennington. Buổi hòa nhạc có sự góp mặt của nhiều nghệ sĩ khác nhau, bao gồm Blink-182, các thành viên của System of a Down, Korn, Avenged Sevenfold, Sum 41, Bring Me the Horizon, Civil Twilight, A Day to Remember, Yellowcard và Kiiara.

## Hoàn cảnh
Ngay sau chặng đầu tiên của chuyến lưu diễn One More Light World Tour bởi Linkin Park, giọng ca Chester Bennington được phát hiện đã mất do tự tử bằng cách treo cổ vào ngày 20 tháng 7 năm 2017, dẫn đến việc hủy bỏ phần còn lại của chuyến lưu diễn.
Vào ngày 22 tháng 8, Linkin Park đã công bố kế hoạch tổ chức một buổi hòa nhạc tưởng nhớ tại Los Angeles để tri ân Bennington. Sau đó, ban nhạc xác nhận rằng buổi hòa nhạc sẽ diễn ra vào ngày 27 tháng 10 tại Hollywood Bowl, và sẽ có sự tham gia của một số ban nhạc và nhạc sĩ. Vào ngày 23 tháng 9, ban nhạc thông báo rằng buổi biểu diễn đã chính thức hết vé.
Vào ngày 20 tháng 10, Linkin Park đã thông báo sẽ phát trực tiếp buổi hòa nhạc trên kênh YouTube của họ.

## Nghệ sĩ biểu diễn

### Linkin Park
- Mike Shinoda - hát chính và hát bè, đọc rap, guitar đệm, đàn organ, piano, synthesizer, sampler, bass trong "Shadow Of The Day" và "With Or Without You", guitar chính trong "Waiting For The End"
- Brad Delson - guitar chính, hát bè, guitar acoustic chính trong "Sharp Edges", đàn organ trong "Waiting For The End", synthesizer trong "Burn It Down", không biểu diễn trong bài "Castle Of Glass" và "Rebellion"
- Rob Bourdon - trống, không biểu diễn trong bài "Castle Of Glass", "Sharp Edges", "One More Light", "Crawling", "Rebellion", "What I'm Done" và "A Light That Never Comes"
- Joe Hahn - bàn xoay, sampler, đàn organ, synthesizer, hát bè, không trình diễn trong "Sharp Edges".
- Dave Farrell - bass, hát bè, guitar đệm trong "Shadow Of The Day", "With Or Without You" và "Leave Out All The Rest", guitar acoustic đệm trong "Sharp Edges", không biểu diễn trong bài "Castle Of Glass", "Rebellion" và "What I'm Done" [6]

### Khách mời đặc biệt
- Jonathan Green – guitar bổ sung trong "Shadow of the Day", "Nobody Can Save Me", "Battle Symphony" và "Iridescent"; đàn organ trong "Iridescent / The Messenger", "Roads Untraveled", "Papercut" và "The Catalyst"; hát trong bài "Nobody Can Save Me", "Battle Symphony", "Iridescent", "Iridescent / The Messenger", "Roads Untraveled" và "Papercut"
- Blink-182[7] – và "What I've Done" và "I Miss You" (Mark Hoppus – bass và hát, Travis Barker – trống, Matt Skiba – guitar và hát)
- Jonathan Davis[7] của Korn – hát trong "One Step Closer"
- M. Shadows[7] của Avenged Sevenfold – hát trong "Burn It Down" và "Faint"
- Synyster Gates[7] của Avenged Sevenfold – guitar bổ sung trong "Faint"
- Ryan Key[7] của Yellowcard – hát trong "Shadow of the Day" và "With or Without You"
- Oliver Sykes của Bring Me the Horizon[8] – hát trong "Crawling"
- Kiiara[7] – hát trong "Heavy"
- Daron Malakian và Shavo Odadjian của System of a Down[7] – trong "Rebellion" (Daron Malakian – guitar và hát, Shavo Odadjian – bass)
- Adrian Young, Tony Kanal và Tom Dumont của No Doubt – trong "Castle of Glass" (Adrian Young – trống, Tony Kanal – bass, Tom Dumont – guitar)
- Zedd[9] – trống trong "Crawling"
- Ryan Shuck và Amir Derakh của Dead by Sunrise – guitar đệm và chính (cả hai) trong "One Step Closer"
- Julia Michaels – hát trong "Heavy"
- Machine Gun Kelly[10] – rap trong "Papercut"
- Sydney Sierota của Echosmith – hát trong "Waiting for the End"
- Takahiro Moriuchi của One Ok Rock[11] – hát trong "Somewhere I Belong"
- Gavin Rossdale của Bush – hát trong "Leave Out All the Rest"
- Alanis Morissette – hát trong "Castle of Glass"
- Steve Aoki – sampler trong "A Light That Never Comes"
- Bebe Rexha – hát trong "A Light That Never Comes"
- Jeremy McKinnon của A Day to Remember – hát trong "A Place For My Head"
- Deryck Whibley của Sum 41 – hát trong "The Catalyst"
- Frank Zummo của Sum 41 – trống trong "Rebellion" và "A Light That Never Comes", bộ gõ trong "The Catalyst"
- Steven McKellar của Civil Twilight – hát trong "Nobody Can Save Me" và "Waiting for the End"
- Ilsey Juber[12] – hát trong "Sharp Edges" và "Talking to Myself", guitar đệm trong "Talking to Myself"

## Danh sách tiết mục
Linkin Park
1. Liên khúc: "Robot Boy" / "The Messenger" / "Iridescent"
2. "Roads Untraveled" (ra mắt trực tiếp)
3. "Numb"
4. "Shadow of the Day" / "With or Without You" (U2 cover) (trình diễn với Ryan Key của Yellowcard)
5. "Leave Out All the Rest" (biểu diễn với Gavin Rossdale của Bush)
6. "Somewhere I Belong" (trình diễn với Takahiro Moriuchi của One Ok Rock)
7. "Castle of Glass" (trình diễn với Tony Kanal, Tom Dumont và Adrian Young của No Doubt và Alanis Morissette)
8. "Rest" (bài hát mới, do Alanis Morissette trình diễn, không có Linkin Park)
9. "Nobody Can Save Me" (biểu diễn cùng Steven McKellar của Civil Twilight và Jonathan Green)
10. "Battle Symphony" (biểu diễn với Jonathan Green)
11. "Sharp Edges" (thực hiện với Ilsey Juber)
12. "Talking to Myself" (đoạn bridge kéo dài với đoạn trích "All Along the Watchtower" của Bob Dylan; trình diễn với Ilsey Juber)
13. "Heavy" (trình diễn với Julia Michaels và Kiiara)
14. "One More Light" (do Mike Shinoda và Brad Delson biểu diễn)
15. "Looking for an Answer" (bài hát mới, do Mike Shinoda trực tiếp ra mắt)
16. "Waiting for the End" (phần mở bài kéo dài với đoạn trích "Until It Breaks" của Linkin Park; phần kết bài kéo dài; trình diễn với Steven McKellar của Civil Twilight và Sydney Sierota của Echosmith)
17. "Crawling" (biểu diễn với Oliver Sykes của Bring Me the Horizon và Zedd)
18. "Papercut" (trình diễn với Machine Gun Kelly)
19. "One Step Closer" (biểu diễn cùng Ryan Shuck và Amir Derakh của Dead By Sunrise/Julien-K và Jonathan Davis của Korn)
20. "A Place for My Head" (trình diễn với Jeremy McKinnon của A Day to Remember)
21. "Rebellion" (biểu diễn với Daron Malakian và Shavo Odadjian của System of a Down và Frank Zummo của Sum 41)
22. "The Catalyst" (hợp xướng thứ ba và đoạn bridge bị bỏ; biểu diễn với Deryck Whibley và Frank Zummo của Sum 41)
23. "I Miss You" (do Blink-182 biểu diễn mà không có Linkin Park)
24. "What I'm Done" (trình diễn với Mark Hoppus, Travis Barker và Matt Skiba của Blink-182)
25. "In the End"

Hát lại
1. "Iridescent" (hát lại; chỉ có bridge và kết bài, trình diễn với Jonathan Green)
2. "New Divide" (phiên bản rút gọn năm 2014; được trình diễn với video thu trước và giọng hát của Chester Bennington từ buổi biểu diễn năm 2014 tại Hollywood Bowl)
3. "A Light That Never Comes" (biểu diễn với Steve Aoki, Frank Zummo của Sum 41, và Bebe Rexha)
4. "Burn It Down" (biểu diễn với M. Shadows of Avenged Sevenfold)
5. "Faint" (phần kết bài kéo dài; trình diễn với M. Shadows và Synyster Gates của Avenged Sevenfold)
6. Liên khúc: "Bleed It Out" / "The Messenger" (nửa đầu của "Bleed It Out" bắt đầu từ phần kết của "The Messenger"; được trình diễn với tất cả các khách mời đặc biệt; bao gồm phần lồng tiếng phòng thu của Chester Bennington trong phần "Bleed it Out".) [13]